# Хромая юбка

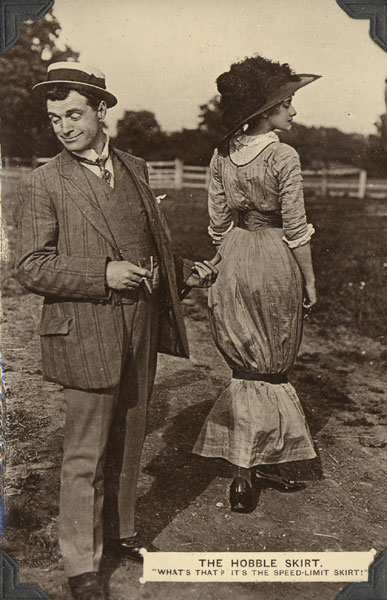
Почтовая карточка: Хромая юбка. Что это? — Это юбка с ограничением скорости. 1911

Густав Климт. Портрет Элизабет Ледерер. 1914—1916

Хромая юбка (хромающая юбка, юбка хоббл) — тип длинной женской юбки без разрезов в стиле Директории стесняющего движение кроя, сильно стянутой у щиколоток. Хромые юбки были в моде в короткий период 1910—1914 годов, их носили преимущественно с довольно просторным одеянием длиной до колен, что придавало женскому силуэту особую грациозность, либо с жакетом, доходившим до бёдер.
Создателем хромой юбки считается французский модельер Поль Пуаре, находившийся под очевидным влиянием Русского балета Дягилева и работ Л. С. Бакста. В автобиографии «Король моды» Пуаре писал: «Я дал больше свободы женскому бюсту, зато обуздал ноги». По мнению О. А. Хорошиловой, автора труда «Молодые и красивые. Мода двадцатых годов», до комичного консервативный в вопросах пола Пуаре изобрёл «юбку приличия», чтобы удержать ускорявшихся женщин, но ненадолго: мужчины ушли на фронт, и женщины быстро разучились семенить, сбросили атласные «воро́нки» и надели укороченные юбки-колокольцы.
В хромых юбках, позволявших делать шажки длиной не более 10—15 см, дамам было сложно передвигаться, поэтому такие узкие юбки носили только в торжественных случаях: на балах, вечерах, в театре. Чтобы не порвать юбку, ноги ниже колен обвязывали широкой тесьмой или носили под юбкой на ногах специальные подвязки из двух соединённых петель. Эрих Кестнер в повести «Когда я был маленьким» вспоминал, что дамы в модных «юбках-ковыляшках» не могли сами забраться по ступенькам в трамвай, и их под общий смех подсаживали на площадку кондуктор вместе с мужчинами-пассажирами. Первой хромую юбку надела французская актриса Сесиль Сорель для мизансцены, в которой ей требовалось долго стоять в изысканной позе. В хромых юбках выходили на демонстрации суфражистки. Реминисценцией хромой юбки в женской моде второй половины XX века стал покрой «рыбий хвост». В 1976 году Вивьен Вествуд представила брюки-кандалы с приспособлением, похожим на подвязки для хромой юбки.